# Barkenraum

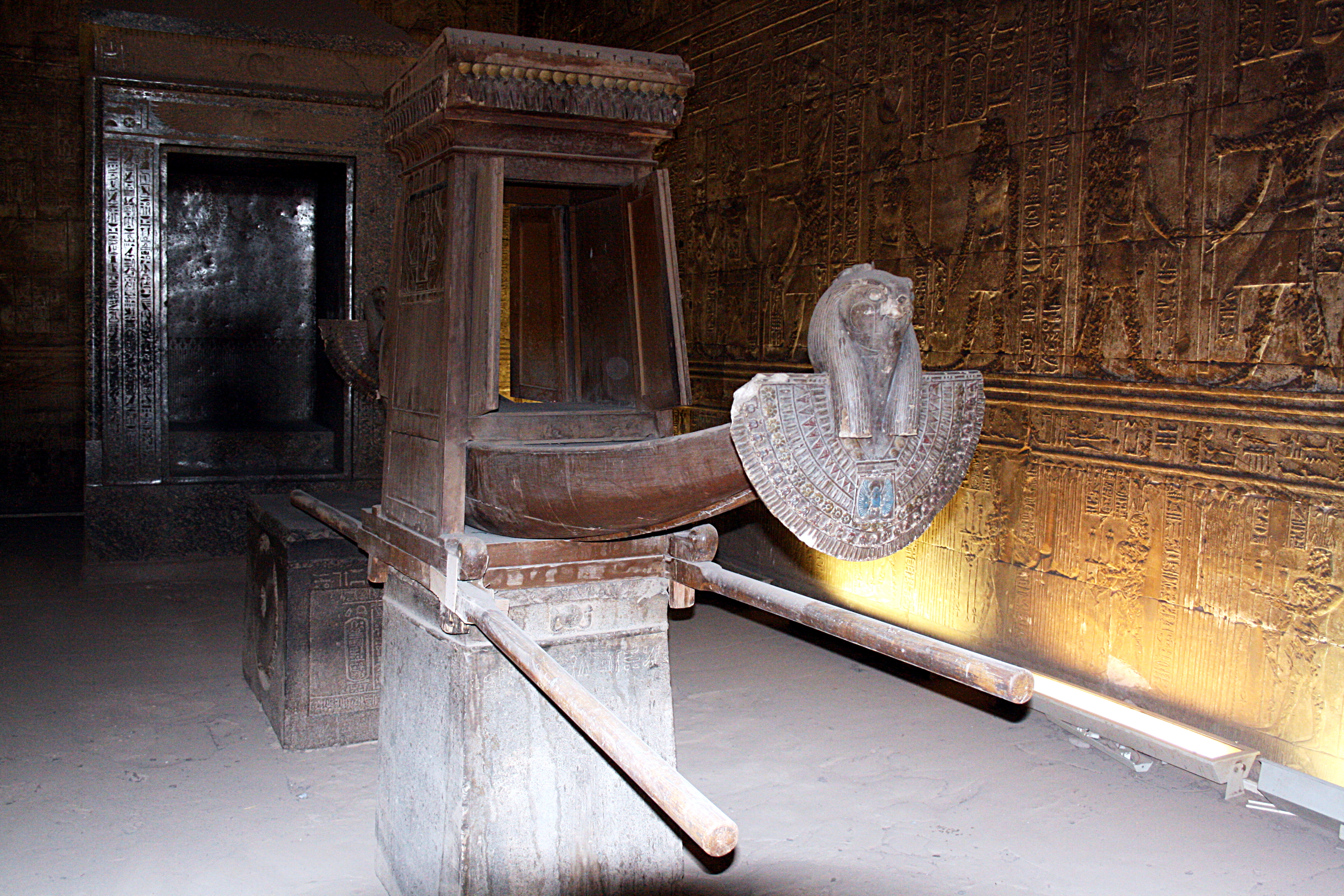
Barkenschrein im Sanktuar des Edfu-Tempels.

Als Barkenraum wird ein altägyptischer länglich-rechteckiger Schrein, Raum oder Saal mit Steinsockel zum Abstellen der Barken bezeichnet. Der Barkenraum befand sich üblicherweise vor dem Naos auf der Prozessionsachse und war am Bildprogramm mit Darstellung der Götterbarke erkennbar. Er war gelegentlich zweigeteilt und öffnete sich meist auf den Opfertischraum.
Der Barkenraum besaß zunächst einen hölzernen Baldachin, wurde in größeren Tempeln jedoch in Stein umgesetzt und aus Mauerwerk gebaut. So z. B. in der Roten Kapelle, dem Barkenraum des Philipp III. Arrhidaios in Karnak und Alexanders des Großen in Luxor, dem Tempel von Sethos I. in Abydos, sowie in Edfu und Dendera.
In ptolemäischen Tempeln war der Barkenraum an den Rückseiten durch einen Umgang freigestellt. Größere Tempel besaßen mehrere Barkenräume.